# Koreyasu
Prins Koreyasu (惟康親王; 25 mei 1264 – 25 november 1326) was de zevende shogun (1266-1289) van het Japanse Kamakura-shogunaat. Hij was een zoon van de zesde shogun, prins Munetaka.
Koreyasu was in naam de machthebber in Japan, maar feitelijk was hij slechts een stroman. De macht tijdens zijn heerschappij was in handen van de shikken (regent) van de Hojo-clan.
Koreyasu werd reeds op tweejarige leeftijd de zevende shogun, nadat zijn vader was afgezet. Hij verrichtte geen opvallende werken tijdens zijn heerschappij en werd op vijfentwintigjarige leeftijd afgezet, omdat hij "te oud" zou zijn voor een stroman.

## Tijdperken
De jaren van het shogunaat van Yoriie vallen binnen meerdere Japanse perioden:
- Bun'eiperiode (1264-1275)
- Kenjiperiode (1275-1278)
- Koanperiode (1278-1288)
- Shooperiode (1288-1293)